# سایوز تی‌ام‌ای-۱۸ام
سایوز-تی‌ام‌ای-۱۸ام (به روسی: Союз )(به معنای اتحاد) یک مأموریت سرنشین دار سازمان ملی فضانوردی روسیه به سمت ایستگاه فضایی بین‌المللی محسوب می‌شود.

یکی از صندلی‌های سایوز-تی‌ام‌ای-۱۸ام به حمل یک گردشگر فضایی اختصاص یافته بود که بعد از به وجود آمدن مشکلاتی برای چند تن از داوطلبان از جمله سارا برایتمن، در نهایت آیدین آیمبتوف توانست بعد از بیش از یک دهه انتظار به فضا سفر کند. سایوز-تی‌ام‌ای-۱۸ام حامل نخستین انسان از دانمارک به فضا نیز بود که عضوی از سازمان فضایی اروپا محسوب می‌شد. همچنین فضاپیمای این مأموریت وظیفه ارسال و بازگرداندن تعدادی از فضانوردان گروه اعزامی ۴۵ و گروه اعزامی ۴۶ را نیز بر عهده داشت.

## خدمه مأموریت
| نام            | ملیت     | تعداد پرواز | نقش عملیاتی | تصویر |
| سرگئی ولکوف    | روسیه    | ۳           | فرمانده     |       |
| آندریاس موگنسن | دانمارک  | ۱           | مهندس پرواز |       |
| آیدین آیمبتوف  | قزاقستان | ۱           | مهندس پرواز |       |

## نگارخانه

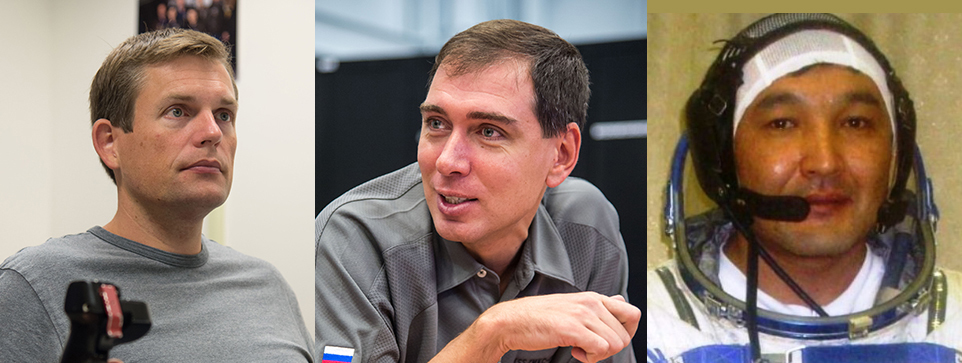
فضانوردان اصلی تی‌ام‌ای-۱۸ام
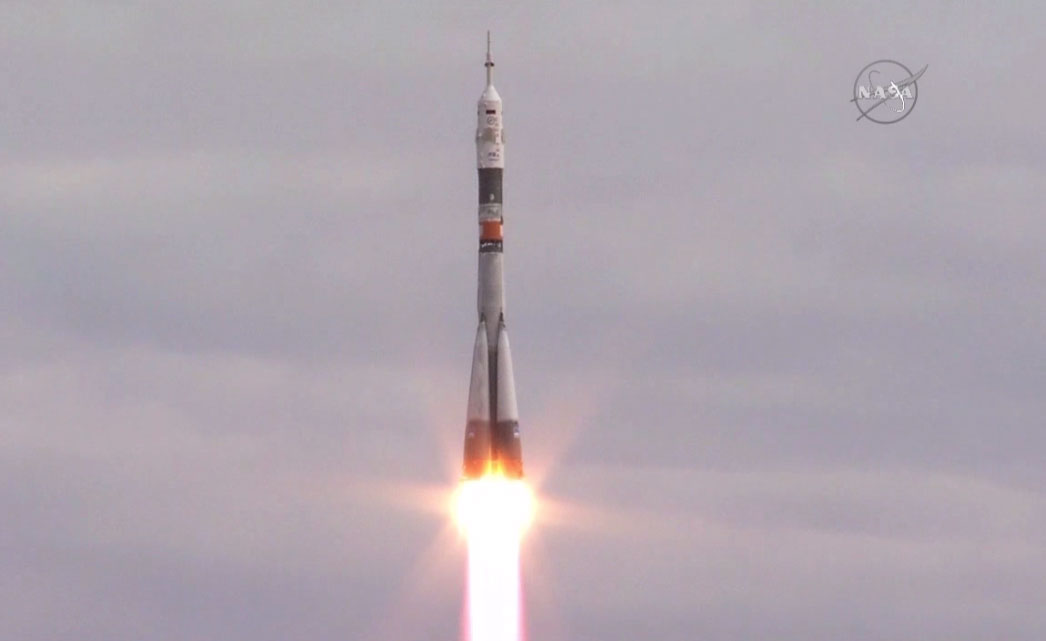
پرتاب تی‌ام‌ای-۱۸ام
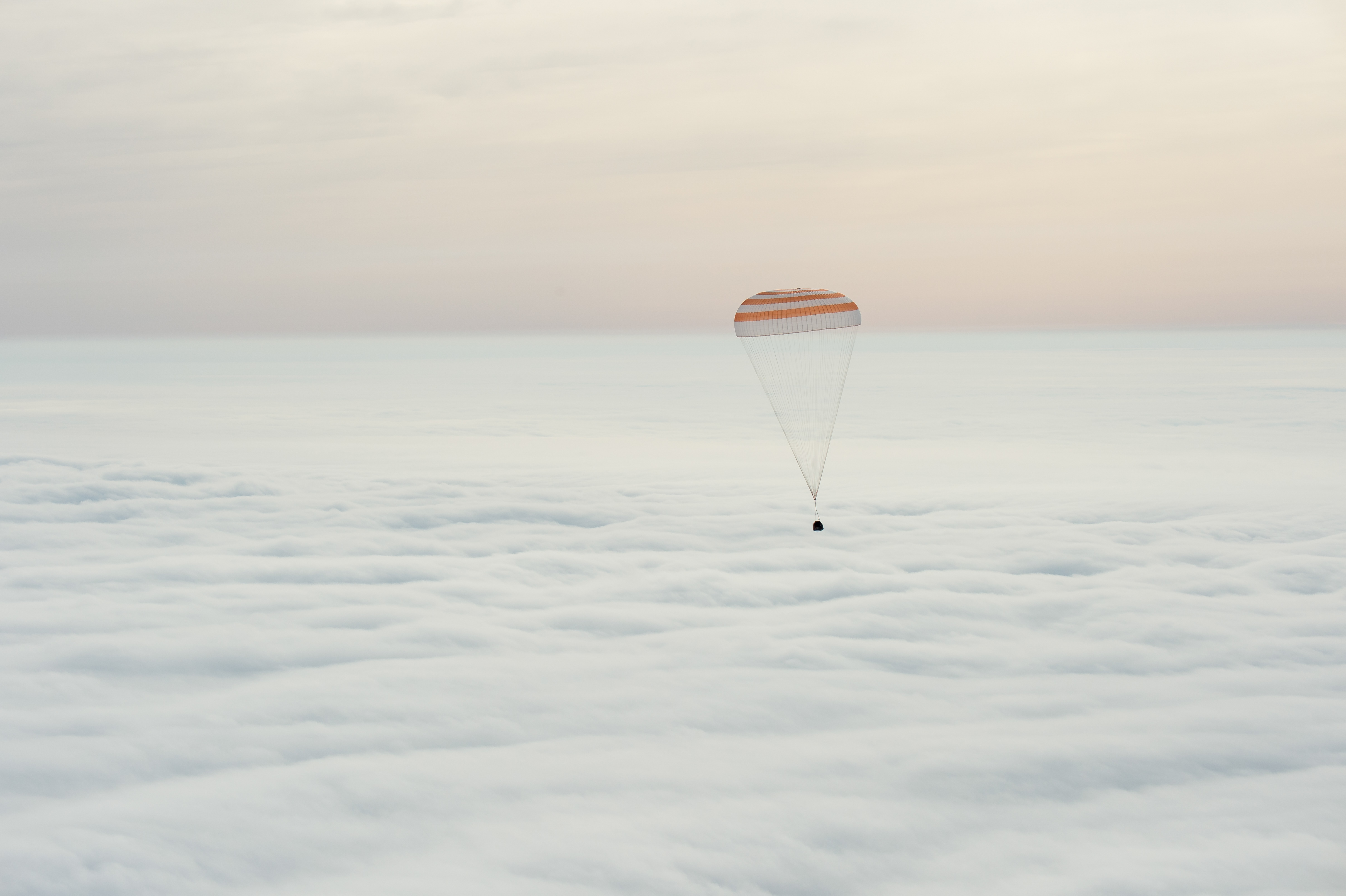
تی‌ام‌ای-۱۸ام در راه بازگشت به زمین
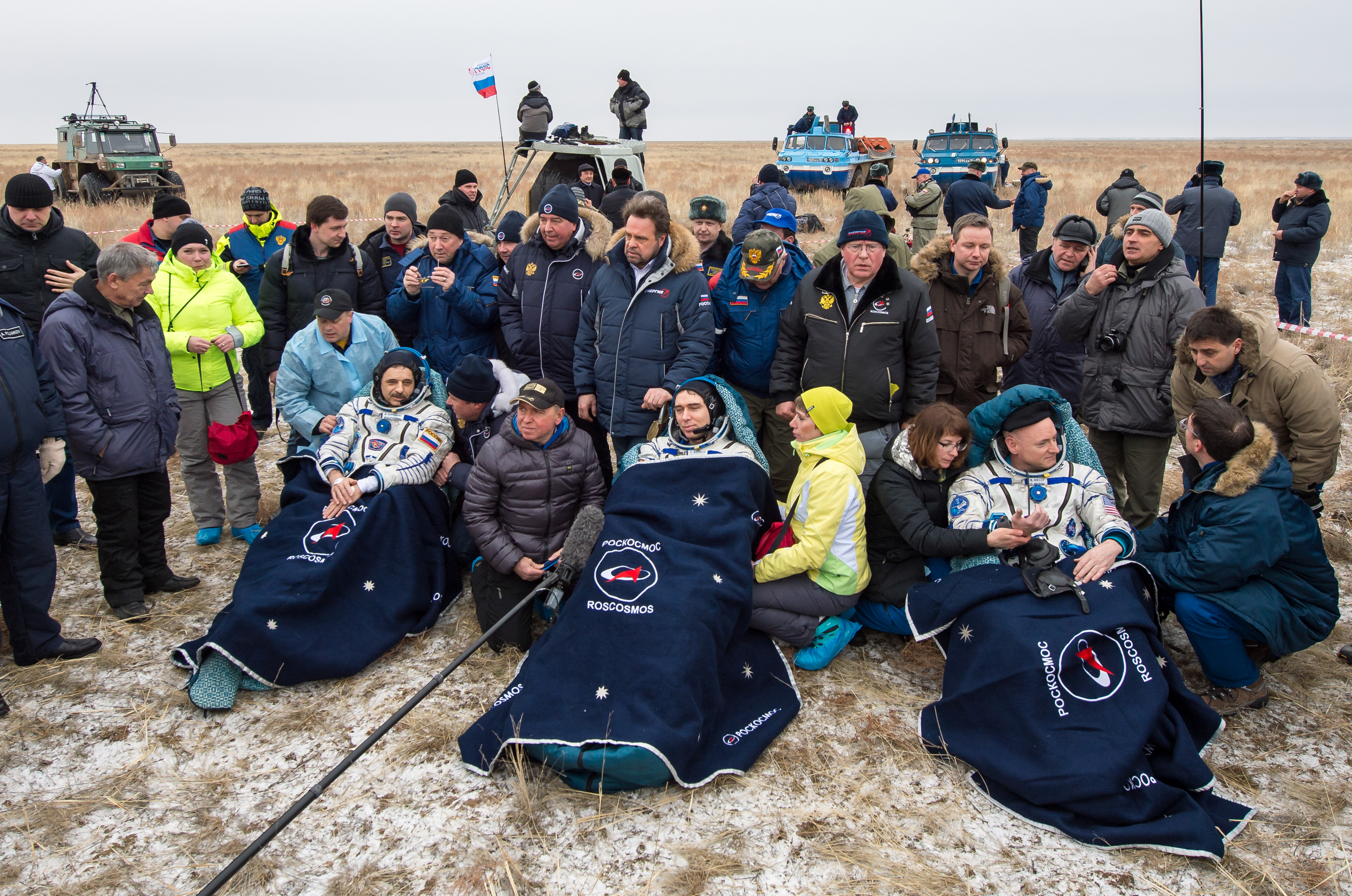
گروه اعزامی ۴۸ پس از فرود